# نرجس كاذب

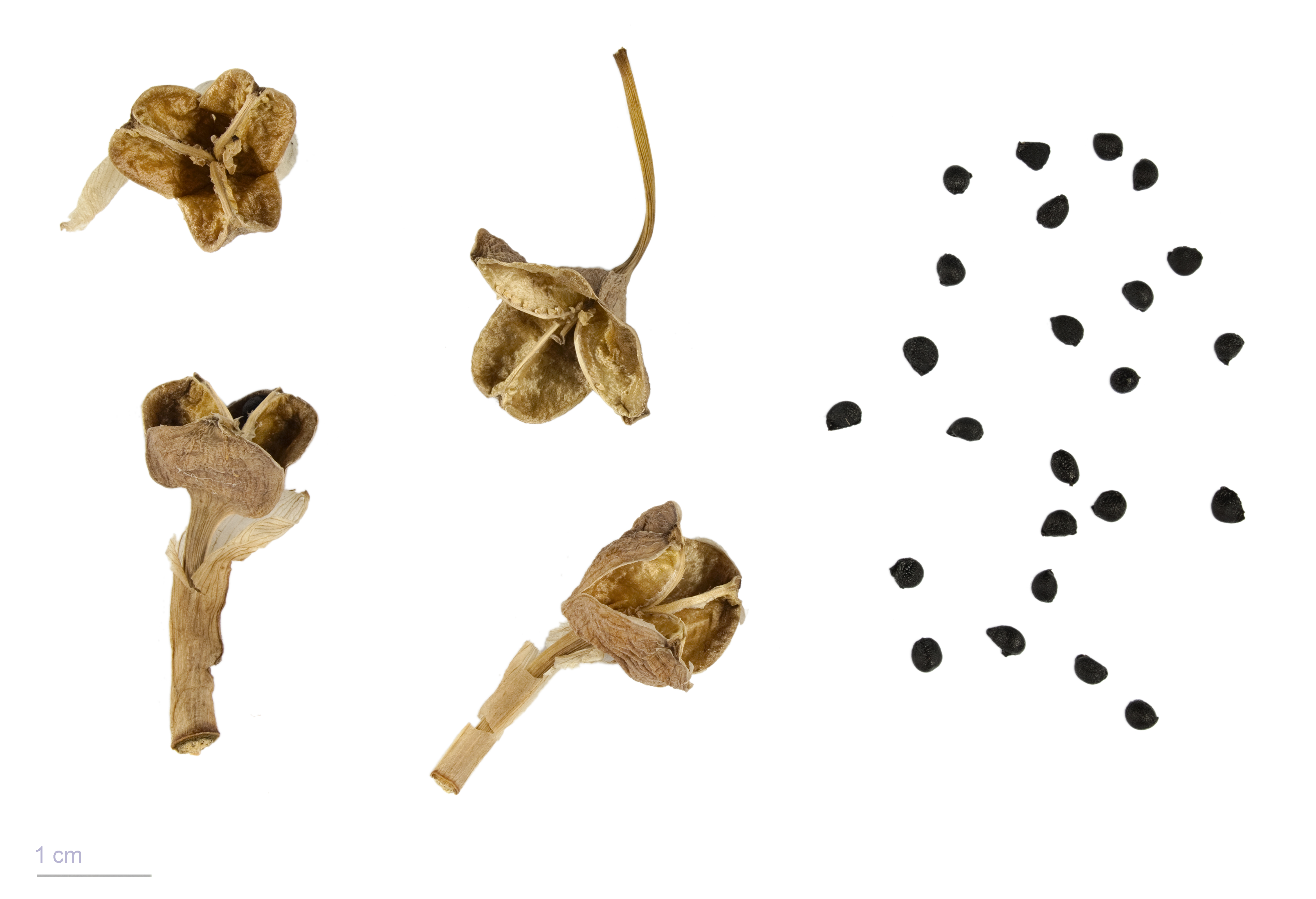
Narcissus pseudonarcissus

النرجس البري  أو النرجس الكاذب أو نرجس جبلي أو النرجسيات (الاسم العلمي:Narcissus pseudonarcissus) هو نوع نباتي من جنس النرجس يتبع الفصيلة النرجسية.هو نبات حولي سبروتي أوراقه قرصية
الانتشاب خماسية أو سداسية العدد ذات نصل منتصب الصفحة المنبسطة، شمراخه الزهري يعلو نحو 30 سم تتوجه زهرتان كبيرتان بوقية التويج ذات لون
أصفر يزهر في آذار وأزهاره فواحة الرائحة.

## الوصف

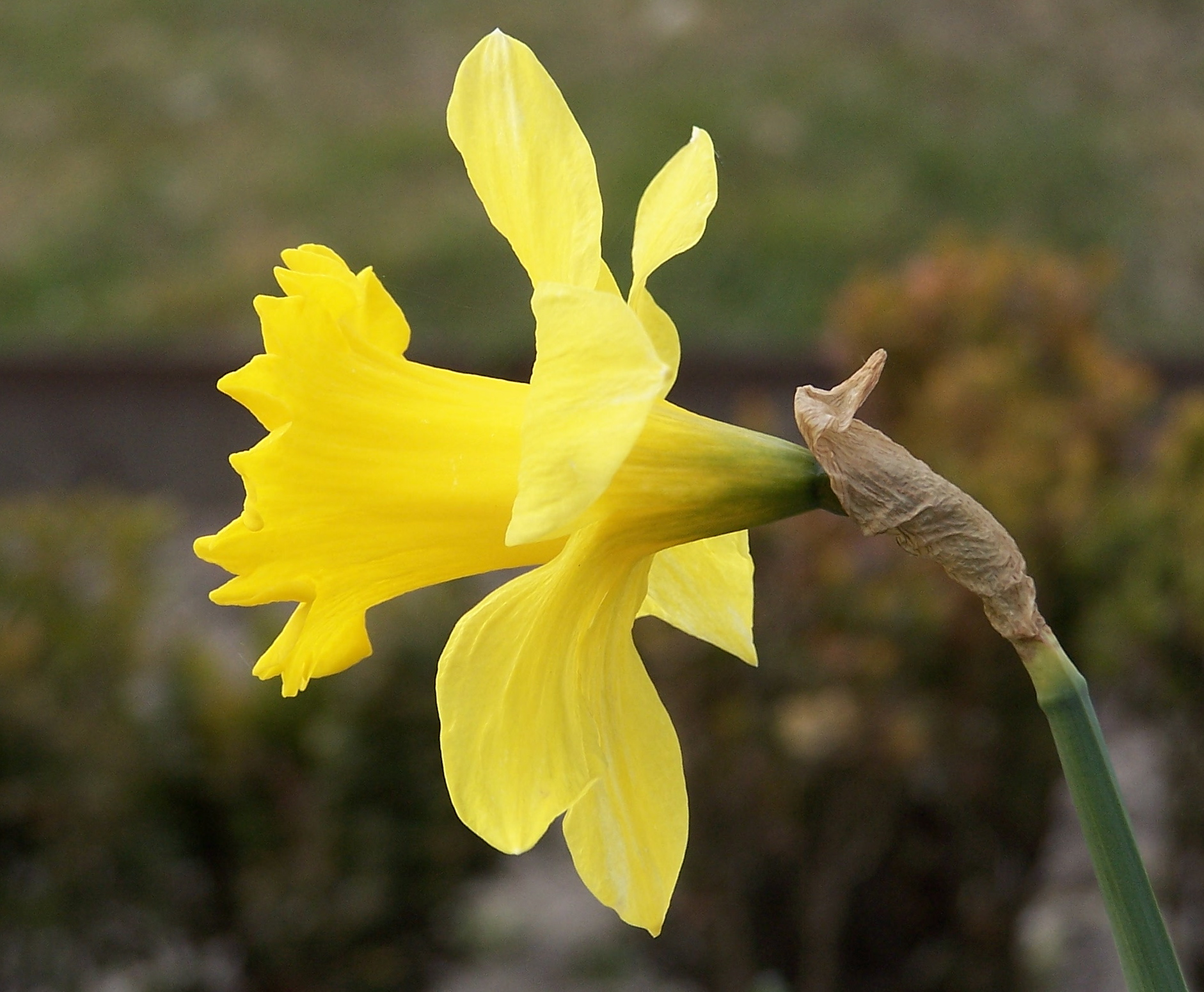
زهرة النرجس الكاذب

توجد الأنواع الأصلية في غرب أوروبا من إسبانيا والبرتغال وشرق إلى ألمانيا والشمال إلى إنجلترا وويلز.
وتزرع عادة في الحدائق والسكان أصبحت مستقرة في أجزاء كثيرة أخرى من أوروبا. النباتات البرية تنمو في الغابات، والمراعي، وعلى أرض صخرية. في بريطانيا قد تناقص السكان الأصليين بشكل كبير منذ القرن التاسع عشر نظراً لتكثيف الزراعة وإزالة الغابات واقتلاع البصيلات لاستخدامها في الحدائق. في ألمانيا كان ذلك موضوعاً لحملة توعية وطنية لحماية الزهور البرية في عام 1981.

## الفوائد الطبية
النبات سام جداً، يستعمل طبياً كمقيء ويستخرج من زيت يستعمل في
التهاب الشعب، السعال الديكي والتهاب البلعوم.